# Gouvernement de la Communauté germanophone de Belgique
Le Gouvernement de la Communauté germanophone de Belgique (en allemand : Regierung der Deutschsprachigen Gemeinschaft) est l'organe exécutif de la Communauté germanophone, établi à Eupen. Ses membres sont élus par le Parlement de la Communauté germanophone et exercent le pouvoir exécutif dans les matières communautaires et, par transferts, dans plusieurs matières régionales (art. 139 de la Constitution). Depuis le 1er juillet 2024, la coalition associe ProDG, CSP et PFF (dite « Paasch III »).

## Cadre institutionnel et compétences

Drapeau de la Communauté germanophone de Belgique

Comme les autres communautés belges, la Communauté germanophone est compétente en culture, enseignement, matières personnalisables (santé, aide à la jeunesse, politique familiale et sociale), emploi des langues (sauf en matière administrative, restée fédérale) ainsi que la recherche dans ces domaines. Par la sixième réforme de l'État, elle dispose aussi de l'autonomie constitutive.
En vertu de l'article 139 de la Constitution, la Région wallonne peut transférer l'exercice de compétences régionales. Depuis 1994, la Communauté a reçu notamment la gestion du patrimoine, de l'emploi (élargi en 2015), des pouvoirs locaux, des finances communales, des funérailles et sépultures, ainsi que, en 2019, l'aménagement du territoire, le logement et une partie de l'énergie.

## Rôle et fonctionnement
Le Gouvernement comprend un ministre-président et trois ministres, soit quatre membres depuis la législature 2004-2009. Il délibère sur les projets de décrets et arrêtés, exécute les décisions du Parlement, coordonne la politique communautaire, conduit les relations extérieures dans ses domaines de compétence et dirige l'administration (Ministère de la Communauté germanophone). Il est politiquement responsable devant le Parlement.

### Processus de formation et contrôle démocratique
Les 25 députés du Parlement sont élus tous les cinq ans (en même temps que les européennes) et élisent en leur sein les membres du Gouvernement. Celui-ci doit conserver la confiance du Parlement. Des membres à voix consultative (mandataires germanophones d'autres assemblées) siègent également au Parlement.

### Relations intergouvernementales

Localisation de la Communauté germanophone de Belgique au sein du système fédérale belge : régions et communautés (les deux autres communautés se calquant sur les régions)

Le Gouvernement siège au Comité de concertation (fédéral-entités fédérées) et entretient des liens étroits avec la Région wallonne pour les matières transférées par l'article 139, avec la Fédération Wallonie-Bruxelles et avec les institutions fédérales pour les matières de compétence fédérale (dont l'emploi des langues administratives).

## Compositions

### Composition actuelle
La Xe législature gouvernementale a débuté en juillet 2024. La coalition ProDG-CSP-PFF repose sur la vision stratégique « Ostbelgien leben 2040 ». Les portefeuilles sont répartis comme suit (intitulés officiels), :
- Oliver Paasch : Ministre-Président, Ministre des Pouvoirs locaux, de l'Aménagement du territoire et des Finances ;
- Jérôme Franssen : Ministre de l'Enseignement, de la Formation et de l'Emploi ;
- Gregor Freches : Ministre de la Culture, des Sports, du Tourisme et des Médias ;
- Lydia Klinkenberg : Ministre de la Famille, des Affaires sociales, du Logement et de la Santé.

### Compositions successives
| Législature       | Gouvernement              | Mandat                            | Coalition      |
| ----------------- | ------------------------- | --------------------------------- | -------------- |
| Ire législature   | Exécutif Fagnoul          | 6 juin 1984 - 3 décembre 1986     | PFF CSP SP     |
| IIe législature   | Exécutif Maraite I        | 3 décembre 1986 - 5 décembre 1990 | CSP PFF        |
| IIIe législature  | Gouvernement Maraite II   | 5 décembre 1990 - 13 juin 1995    | CSP PFF SP     |
| IVe législature   | Gouvernement Maraite III  | 13 juin 1995 - 14 juillet 1999    | CSP SP         |
| Ve législature    | Gouvernement Lambertz I   | 14 juillet 1999 - 22 juillet 2004 | SP PFF Ecolo   |
| VIe législature   | Gouvernement Lambertz II  | 22 juillet 2004 - 23 juin 2009    | SP PFF PDB-PJU |
| VIIe législature  | Gouvernement Lambertz III | 23 juin 2009 - 30 juin 2014       | SP PFF ProDG   |
| VIIIe législature | Gouvernement Paasch I     | 30 juin 2014 - 17 juin 2019       | ProDG SP PFF   |
| IXe législature   | Gouvernement Paasch II    | 17 juin 2019 - 1er juillet 2024   | ProDG SP PFF   |
| Xe législature    | Gouvernement Paasch III   | 1er juillet 2024 -                | ProDG CSP PFF  |

Depuis la première législature (1984), la Communauté a connu dix exécutifs, marqués par des coalitions variables entre les partis germanophones (CSP, PFF, SP, Ecolo, ProDG, PDB-PJU). Les alternances majeures sont :
- les cycles CSP-PFF et les trois gouvernements Maraite de 1986 à 1999 ;
- les trois gouvernements Lambertz de 1999 à 2014 :
- les trois gouvernements Paasch depuis 2014, dont la dernière coalition « Paasch III » depuis 2024 avec les ProDG-CSP-PFF.